# Lisa Rieffel
Lisa Rieffel, née le 12 janvier 1975 à Denville dans le New Jersey, est une chanteuse et actrice américaine.

## Biographie
Lisa Rieffel apparait dans de nombreuses séries télévisées, interprétant notamment des personnages réguliers dans The Thorns (en) en 1988, Ann Jillian en 1989, The Trials of Rosie O'Neill (en) en 1990, Empty Nest en 1992 et 1993, Women of the House (en) en 1995, et Un gars du Queens en 1998.
Elle est aussi la chanteuse du groupe de rock Killola (en) depuis 2003.

## Filmographie
Sauf indication contraire, les informations mentionnées dans cette section peuvent être confirmées par la base de données cinématographiques IMDb,  présente dans la section « Liens externes ».

### Actrice

#### Cinéma
- 1995 : Forget Paris de Billy Crystal : la réceptionniste
- 2000 : Mais qui a tué Mona ? (Drowning Mona) de Nick Gomez : Valérie
- 2004 : Stop Thief! (court métrage) de Soseh Kevorkian : Sophie Lyons
- 2010 : 3B (court métrage) de Joseph Garner : Natasha
- 2014 : Girltrash: All Night Long de Alexandra Kondracke : Daisy Robson

#### Télévision

##### Séries télévisées
- 1988 : The Thorns (en) : Joey Thorn (12 épisodes)
- 1989-1990 : Cosby Show (The Cosby Show) : Susan Hennings (3 épisodes)
- 1989-1990 : Ann Jillian (en) : Lucy McNeil (13 épisodes)
- 1990-1992 : The Trials of Rosie O'Neill (en) : Kim Ginty (34 épisodes)
- 1992 : Ombre du soir (en) (Evening Shade) : Freida (saison 2, épisode 20)
- 1992 : Petite Fleur (Blossom) : Cybill (saison 3, épisode 3)
- 1992 : Mariés, deux enfants (Married… with Children) : D.J. (saison 7, épisode 2)
- 1993 : La Maison en folie (Empty Nest) : Emily Weston (14 épisodes)
- 1993 : Dans la chaleur de la nuit (In the Heat of the Night) : Lori Foster (saison 7, épisode 4)
- 1994 : Docteur Quinn, femme médecin (Dr. Quinn, Medicine Woman) : Atlantis (saison 2, épisode 14)
- 1994 : Roseanne : Dinah (saison 7, épisode 12)
- 1995 : Women of the House (en) : Veda Walkma (5 épisodes)
- 1995 : The Client (en) : Holly Calhoun (saison 1, épisode 1)
- 1996 : The Crew (en) : Cindy (saison 1, épisode 15)
- 1996 : Salut les frangins (Brotherly Love) : Amy (saison 1, épisode 16)
- 1996 : Love and Marriage (en) : Kathleen (2 épisodes)
- 1996 : La Vie à cinq (Party of Five) : Robin (saison 3, épisode 7)
- 1996 : Sliders : Les Mondes parallèles : Deanne Bloch (saison 3, épisode 10)
- 1997 : Le Caméléon (The Pretender) : Jeanette Connely  (saison 1, épisode 20)
- 1997 : Total Security : Jessica Larson (saison 1, épisode 8)
- 1998 : Un gars du Queens (The King of Queens) : Sara Spooner (4 épisodes)
- 2003 : Lost at Home (en) : Molly (2 épisodes)
- 2007 : Girltrash! : Daisy Robson
- 2009 : NCIS : Enquêtes spéciales : Brenda Carter (saison 6, épisode 12)
- 2022 : Pivoting : Celia (saison 1, épisode 10)

##### Téléfilms
- 1986 : The Alan King Show de Jim Drake : Casey Cooper
- 1988 : Extrême violence (en) (In the Line of Duty: The F.B.I. Murders) de Dick Lowry : Suzanne McNeill
- 1991 : The Gambler Returns: The Luck of the Draw de Dick Lowry : Jenny Jones
- 1993 : Requiem pour une illusion (en) (Love, Lies & Lullabies) de Rod Hardy : Rachel
- 1993 : La Rivière infernale (The Flood: Who Will Save Our Children?) de Chris Thomson : Leanne Pond
- 1996 : Style & Substance de Robby Benson : Samantha Stevens
- 1998 : The Patron Saint of Liars de Stephen Gyllenhaal : Béatrice

### Productrice
- 2014 : Girltrash: All Night Long (coproductrice)